# القوات الأمريكية في اليابان

القوات المسلحة الأمريكية في اليابان (بالإنجليزية:United States Forces Japan) (باليابانية:在日米軍) ، وتنطق باليابانية : زاينيشي بيجيون ، وتختصر :USFJ .
هي قوات أمريكية تتواجد في اليابان منذ استسلام اليابان سنة 1945 ، وتعقد الجيش الأمريكي العلاقات الثنائية بين قوات الدفاع الذاتي اليابانية ووزارة الدفاع الأمريكية لعدد من الصفقات والتدريب المشترك ، ومن بينها صناعة طائرة إف 15 اليابانية التابعة لميتسوبيشي ومرخصة رسمية من شركة لوكيهيد مارتن لصناعة الطائرات.
تتواجد القوات الأمريكية حاليا في محافظة أوكيناوا منذ هزيمة الجيش الياباني الإمبراطوري في معركة أوكيناوا عام 1945م .

## وصلات خارجية
- United States Forces Japan
- U.S. Naval Forces Japan
- U.S. Forces, Japan (GlobalSecurity.org)
- Overseas Presence: Issues Involved in Reducing the Impact of the U.S. Military Presence on Okinawa, GAO, March 1998
- U.S. Military Issues in Okinawa
- LMO